# Social-démocratie de la république de Pologne
Pour les articles homonymes, voir Social-démocratie.
Ne doit pas être confondu avec Social-démocratie de Pologne.
La Social-démocratie de la république de Pologne (en polonais : Socjaldemokracja Rzeczypospolitej Polskiej) (SdRP) est un parti politique polonais issu de la dissolution en 1990 du Parti ouvrier unifié polonais (PZPR), soit le parti à la tête du régime communiste de la république populaire de Pologne depuis sa création jusqu'à 1989.

## Présentation
Le nom de la nouvelle formation est alors inspiré du parti du XIXe siècle, la Social-démocratie du Royaume de Pologne puis Social-démocratie du royaume de Pologne et de Lituanie (SDKP, SDKPiL).
En 1991, la SdRP constitue avec d'autres mouvements de gauche une alliance - dont elle est la principale composante - nommée 
Alliance de la gauche démocratique, transformée en 1999 en un parti unifié, amenant la disparition de la SdRP.
Dans la période 1993-1997, elle participe à des gouvernements de coalition avec le Parti paysan polonais. Les chefs des gouvernements sont Józef Oleksy (1995-1996) et Włodzimierz Cimoszewicz, non membre de la SdRP (1996-1997). 
En 1995, le candidat du parti Aleksander Kwaśniewski remporte l'élection présidentielle. 
Les présidents de la SdRP ont été successivement Aleksander Kwaśniewski, Józef Oleksy et Leszek Miller.